# Роберт Грішай
Роберт (Гріжа) Грішай (алб. Robert (Grizha) Grishaj; нар. 10 жовтня 1982, Лежа) — албанський футболіст, захисник.

## Клубна кар'єра
У дорослому футболі дебютував 2000 року виступами за команду «Бесаліджа», в якій провів один сезони, взявши участь у 7 матчах.
Своєю грою за цю команду привернув увагу представників тренерського штабу клубу «Партизані», до складу якого приєднався влітку 2001 року і виступав (з невеликою перервою на оренду в клуб «Люшня») до кінця 2006 року. З цією комангдою за підсумками сезону 2003/04 став володарем Кубка Албанії.
На початку 2007 року уклав контракт з клубом «Беса» і того ж сезону вдруге у своїй кар'єрі виграв національний кубок, але вже влітку повернувся до «Бесаліджи», де також провів півроку.
У лютому 2008 року перейшов в полтавську «Ворсклу», де так і не зміг закріпитись, зігравши лише 8 матчів в турнірі дублерів, через що вже влітку того ж року повернувся в «Бесу», де провів наступний сезон.
Протягом сезону 2009/10 грав за команди «Кастріоті» та «Скендербеу», після чого ще півроку провів у клубі «Шкумбіні», а в подальшому протягом 2011 року лишався без команди.
На початку 2012 року перейшов в «Буррелі», де грав до кінця сезону, а у наступному розіграші 2012/13 знову виступав за команду «Люшня».

## Виступи за збірні
Провів три матчі у складі юнацької збірної Албанії до 18 років.

## Досягнення
- Володар Кубка Албанії: 2003/04, 2006/07